# Gueorgui Dimitrov Níkolov
|  | No s'ha de confondre amb Gueorgui Dimitrov (desambiguació). |

Gueorgui Dimitrov Níkolov   (Burgàs, 1 de maig de 1931 - 16 de març de 1978) fou un futbolista búlgar de la dècada de 1950.
Fou 30 cops internacional amb la selecció búlgara amb la qual participà en els Jocs Olímpics d'Estiu de 1956.
Pel que fa a clubs, defensà els colors de CDNA Sofia i Cherno More Varna.